# Metcalfe, Mississippi
Metcalfe är en ort i Washington County i delstaten Mississippi, USA.